# Toaripi Lauti
Toaripi Lauti (Toaripi (Papoea-Nieuw-Guinea), 28 november 1928) was een politicus van het pacifische eilandenstaatje Tuvalu.
Lauti werd geboren als zoon van een pastoor, en werd vernoemd naar zijn geboorteplaats. Hij werd onder andere in Nieuw-Zeeland opgeleid. Hij werd op 2 oktober 1975 minister-president van het toen nog onder Brits bestuur staande Tuvalu en werd op 1 oktober 1978 de eerste minister-president van het op die dag onafhankelijk geworden Tuvalu. Na algemene verkiezingen trad Lauti op 8 september 1981 af en werd opgevolgd door Tomasi Puapua. Voor Tuvalu betekende dit de eerste regeringswisseling sinds de onafhankelijkheid.